# Barnett (Familienname)
Barnett ist ein englischer Familienname.

## Namensträger
- Barnett, Pseudonym von Paul Adolf Seehaus (1891–1919), deutscher expressionistischer Maler
- Alice Barnett (Sängerin) (1846–1901), britische Sängerin und Schauspielerin
- Alice Barnett (Komponistin) (1886–1975), US-amerikanische Komponistin
- Alicia Barnett (* 1993), britische Tennisspielerin
- Allen Barnett (1955–1991), US-amerikanischer Autor, AIDS- und LGBT-Aktivist
- Allison J. Barnett (1892–1971), US-amerikanischer Generalmajor
- Angela Barnett, Mädchenname von Angela Bowie (* 1949), US-amerikanische Autorin, Schauspielerin und Sängerin
- Angus Barnett (* 1963), britischer Schauspieler
- Anthony Barnett (* 1952), australischer Basketballspieler
- Bianca Barnett (* 1979), US-amerikanische Schauspielerin
- Bryan Barnett (* 1987), kanadischer Sprinter und Bobfahrer
- Burgess Barnett (1888–1944), britischer Zoologe
- Carla Barnett (* 1958), belizische Ökonomin und Politikerin
- Carol Barnett (* 1949), US-amerikanische Komponistin und Flötistin
- Charles Barnett (Gouverneur) († nach 1802), britischer Kolonialgouverneur
- Charles Barnett (Fußballspieler) (1890–1955), englischer Fußballspieler
- Charles James Barnett (1796–1882), englischer Cricketspieler und Politiker
- Charles John Barnett (1790–1856), britischer Offizier und Diplomat
- Charlie Barnett (Cricketspieler, 1884) (1884–1962), englischer Cricketspieler
- Charlie Barnett (Cricketspieler, 1910) (1910–1993), englischer Cricketspieler
- Charlie Barnett (Komiker) (1954–1996), US-amerikanischer Komiker und Schauspieler
- Charlie Barnett (Komponist), US-amerikanischer Komponist
- Charlie Barnett (Fußballspieler) (* 1988), englischer Fußballspieler
- Charlie Barnett (Schauspieler) (* 1988), US-amerikanischer Schauspieler
- Colin Barnett (* 1950), australischer Politiker
- Corelli Barnett (1927–2022), britischer Militärhistoriker
- Courtney Barnett (* 1988), australische Musikerin
- Daniel Barnett, südafrikanischer Synchronsprecher, Schauspieler, Schauspiellehrer und Unternehmer
- Denis Barnett (1906–1992), britischer Offizier der Luftstreitkräfte des Vereinigten Königreichs
- Destiny Smith-Barnett (* 1996), liberianisch-US-amerikanische Sprinterin
- Dick Barnett (1936–2025), US-amerikanischer Basketballspieler
- Doris Barnett (* 1953), deutsche Politikerin (SPD)
- Edward Barnett (1899–1987), US-amerikanischer Fechter
- Elise Braun Barnett (1904–1994), österreichische Pianistin und Montessoripädagogin
- Etta Moten Barnett (1901–2004), afroamerikanische Sängerin, Schauspielerin und Philanthropistin
- Euphemia Cowan Barnett (1890–1970), britische Botanikerin und Forschungsreisende
- Frank Barnett (1933–2016), US-amerikanischer Politiker
- Geoff Barnett (1946–2021), englischer Fußballspieler und -trainer
- George Barnett (1859–1930), Generalmajor im U.S. Marine Corps
- George Washington Barnett (1793–1848), US-amerikanischer Arzt, Siedler und Politiker
- Griff Barnett (1884–1958), US-amerikanischer Schauspieler
- Helen Barnett (* 1958), Schweizer Sprinterin britischer Herkunft, siehe Helen Barnett-Burkart
- Henrietta Barnett (1851–1936), englisch-britische Sozialreformerin, Schulleiterin und Autorin
- Isabel Bigley Barnett (Isabel Bigley; 1926–2006), US-amerikanische Schauspielerin
- Jack Barnett (1881–1918 oder 1951), australischer Rugbyspieler
- Jacob Barnett (* 1998), US-amerikanisches Wunderkind
- Jesse Barnett, US-amerikanischer Rockmusiker
- Joel Barnett (1923–2014), britischer Politiker
- John Barnett (Rugbyspieler) (1880–1918), australischer Rugbyspieler
- John Barnett (Tennisspieler) (* 1946), australischer Tennisspieler
- John Barnett (Whistleblower) (1962–2024), US-amerikanischer Whistleblower
- John Francis Barnett (1837–1916), britischer Musikkomponist und Lehrer
- Kevin Barnett (* 1974), US-amerikanischer Volleyballspieler
- Laura Barnett (* 1982), britische Schriftstellerin
- Lauren Barnett (* 1984), US-amerikanische Triathletin
- Leon Barnett (* 1985), englischer Fußballspieler
- Lilian Barnett, (1942–2018), neuseeländische Dartspielerin
- Lionel Barnett (1871–1960), britischer Orientalist
- Lisa A. Barnett (1958–2006), US-amerikanische Schriftstellerin
- Lloyd Melville Harcourt Barnett (* 1930), jamaikanischer Diplomat
- Madeleine Barnett (* 1946), australische Wasserspringerin
- Marguerite Ross Barnett (1942–1992), US-amerikanische Politologin, Präsidentin der University of Houston
- Melville Barnett (1920–1999), britischer Gewichtheber
- Michael Barnett (* 1961), US-amerikanischer Speerwerfer
- Nikki Barnett (* im 20. Jahrhundert), Schauspielerin
- Paul Barnett (* 1949), schottischer Schriftsteller und Herausgeber, siehe John Grant (Schriftsteller, 1949)
- Percy Neville Barnett (1881–1953), australischer Sammler und Autor
- Reg Barnett (* 1945), britischer Radsportler
- Richard Barnett (1863–1930), britischer Sportschütze und Schachspieler
- Richard David Barnett (1909–1986), britischer Altertumsforscher und Kurator am British Museum
- Rosalind Barnett (* 1937), amerikanische Sozialwissenschaftlerin und klinische Psychologin
- Ross Barnett (1898–1987), US-amerikanischer Politiker
- Ruth Barnett (* 1935), deutsch-britische Pädagogin und Überlebende des Holocaust
- S. H. Barnett (1908–1988), US-amerikanischer Drehbuchautor
- Samuel Barnett (Schauspieler) (* 1980), britischer Schauspieler
- Samuel Augustus Barnett (1844–1913), britischer Kleriker und Reformer
- Samuel Jackson Barnett (1873–1956), US-amerikanischer Physiker
- Shannon Barnett (* 1982), australische Jazzmusikerin
- Stephen M. Barnett, britischer Physiker
- Steven Barnett (* 1979), australischer Wasserspringer
- Steven Barnett (Wasserballspieler) (* 1943), US-amerikanischer Wasserballspieler
- Tamsin Barnett Hinchley (* 1980), australische Volleyballspielerin
- Tara-Sue Barnett (* 1993), jamaikanische Leichtathletin
- Thomas Barnett (* 1973), US-amerikanischer Singer-Songwriter, Mitglied von Strike Anywhere
- Thomas Barnett (Siedler) (1798–1843), texanischer Siedler, Politiker und Jurist
- Thomas P. Barnett (1870–1929), US-amerikanischer Architekt und Maler
- Thomas P. M. Barnett (* 1962), US-amerikanischer Militärtheoretiker
- Tim Barnett (* 1958), neuseeländischer Politiker
- Ty Barnett (* 1975), US-amerikanischer Komiker, Schauspieler, Filmproduzent und Drehbuchautor
- Vince Barnett (1902–1977), US-amerikanischer Schauspieler
- Wesley Barnett (* 1970), US-amerikanischer Gewichtheber
- William Barnett (1761–1832), US-amerikanischer Politiker